# ぎんぎつね
『ぎんぎつね』は、落合さよりによる日本の漫画作品。集英社の漫画雑誌『ウルトラジャンプ』にて2008年3月号・6月号に読み切りが掲載されたのち、2009年6月号から2022年11月特大号まで連載された。2話の読み切りと連載版は話が繋がっており、時系列も掲載された順番になっている。単行本では2008年3月号掲載分を第1話、6月号掲載分を第2話、連載版第1話を第3話とカウントして掲載している。
とある町の小さな稲荷神社を舞台に、神社の十五代目跡取・冴木まことと、神使（しんし）の狐・銀太郎の2人が中心となって、神社や神々にまつわる存在を中心とした日常と、それらの出来事を通じてまこと達が成長する姿を描く話である。2013年現在、累計発行部数は100万部を超えている。2013年10月から12月までテレビアニメが放送された。

## 登場人物
担当声優は、VOMIC版 / テレビアニメ版の順。1人のみ記載の場合はテレビアニメ版を示す。

### 冴木神社
冴木 まこと（さえき まこと）
声 - 伊藤かな恵 / 金元寿子
本作の主人公。16歳、高校2年生である少女。江戸時代から続く冴木稲荷神社（祭神は宇迦之御魂大神）の十五代目跡取。母・由子はまことが幼い頃に他界しており、現在は父・達夫と2人で暮らしている。普段、人の目に見えない存在（神使など）を見ることのできる目、神眼（しんがん）を持っている。見ることができるのは、神社の正当な跡取で、同じく神使などを見ることのできた母や祖父の血を引いているため。神眼が発現したのは4歳、母の葬儀の時で、銀太郎とはそれ以来、10年以上の付き合い。幼い頃から兄のような存在として銀太郎を見てきているためか、神使に対しても物怖じしない。特に銀太郎に対しては容赦がなく、髭を引っ張ったり、眠っているところに腹の上に思いっきり拳を振り下ろしたりなど過激なスキンシップを取ることも。幼い頃から家を継ぐつもりで、資格を要しない巫女になろうとなんとなく考えていたが、高2の進路相談を控え悩んだ末に、國學院大學で神職の資格を取り神主になることを決意する。跡取を目指したのは幼い頃に銀太郎に告白しかわされた際の経緯から。大学には推薦で合格を決めた様子。
おせっかい焼きで、困っている人を見ると放っておけない。天真爛漫で人懐っこく、年齢の割にやや子供っぽい面もあるが、周囲には好かれやすい性格。しかし男女の機微にはあきれるほど疎く、小杉に想いを寄せられていることや、船橋が達夫に憧れていることにも全く気づいていない。また、悟とは同居しているうえ神眼と言う秘密を共有しているため、周囲から付き合っていると見られることも多いが、まこと自身は否定している。
作中で言及される場面は少ないが、容姿は母親似でかわいらしく、小杉には「天使」とまで言われている。
銀太郎（ぎんたろう）
声 - 関俊彦 / 三木眞一郎
冴木稲荷神社を依代とし、稲荷大神に仕える銀色の狐の神使。雄。長い間神社に住み多忙な神の代わりに神社を守っている。350年ほど生きており、若年の神使からはたびたび「おっさん」呼ばわりされ、本人も否定していない。初期はたまに狐の姿に戻っていたことも。元は普通の狐で、眉の上の傷痕は生前に負ったもの。その際にもらったミカンのことが忘れられず大好物になったが、まこと達にはその経緯は教えていない。占いができ、たびたびまことに請われては渋々占いをしている。那智によると、神使は通常、依代となった神社の規模に合った体格をしているようだが、銀太郎（や金次郎）は冴木神社の規模の割には大柄であるらしい。
口が悪く面倒くさがりで、普段はほぼ一日中寝て過ごしている。まことによると「かわいくない」性格で、上記の占いのように、嫌々ながらもまことのわがままに付き合ったり、周囲に馴染めない悟に対し、ぶっきらぼうながらアドバイスをしてやるなど、素直ではないが根は優しい、いわゆるツンデレ。神使として畏敬されることに慣れてはいるが好んではおらず、神使を人間と対等に見ているまことを特別視している節がある。神使と人間の違いは弁えているため、まことを敢えて突き放しているようだが、他の神使がまことをたしなめると不機嫌になるなど、その胸中は複雑な様子。
達夫につられてTVドラマを見ていることも多く、特に放送中の時代劇にはまことより詳しいが、登場人物と役者を混同している節もある。
冴木 達夫（さえき たつお）
声 - 織田優成 / 関俊彦
まことの父で、冴木神社の宮司。43歳。神社の婿として入ったため、神使などを見ることはできないが、存在はなんとなく感じているようである。常に穏やかで夢見がちなのんびり屋で、神使が見えるまことの良き理解者でもある。（本人には見えていなかったとはいえ）亀の神使の前で、子供の頃に見た、車に敷かれた亀の死体の話をするなど、やや天然ボケな一面も覗かせるが若干性格を装っている風情もある。人の心が読める神使たちにも「何を考えてるか分からない」と思われ、一目置かれている。男手一つでまことを育ててきたため、料理を始めとした家事全般は得意。意外？にも底なしの酒豪。近所の主婦達からは「先生」と慕われており、冴木神社は主婦達の溜まり場となっている様子。
実家は地元でも有名な老舗酒蔵で、幼い頃から跡取り息子として扱われていたため、本人も何となく家を継ぐつもりでいたが、高2の時、後に妻となる由子との出会いを機に神職を志す。当初は銀太郎について妻から聞かされても半ば信じていなかったようだが、幼い娘が知らないはずの「銀太郎」の名を発したことで、神使の存在を信じるようになったらしい。また現在では微塵も見せないが、由子が亡くなった直後には慣れない家事と男手一つの育児、一般家庭の出ながら伝統ある神社を託されたプレッシャーから精神的に追い詰められていた時期もあった。
神尾 悟（かみお さとる）
声 - 小野賢章
冴木神社に居候している、まことと同い年の少年。彼もまた別の神社の正式な跡取りであり、まことと同じく幼い頃から神眼を持っている。生真面目で優しく礼儀正しいが、周囲に対して淡白で一歩退いたような態度を取ることも多く、まことに他人の事情へ深入りしないよう釘を刺すこともしばしば。しかし剣道の際は格上の相手に対しても強気で攻めるなど、根は頑固でかなりの負けず嫌い。女性は苦手だが、年長の男性に対しては比較的素直になる面も。また、背が低いことをひそかに気にしているなど、歳相応な悩みも抱えている。まこととは異なり神使を畏敬しているが、唯一ハルだけは兄妹のように対等に接している。
幼い頃に両親を事故で失い、その後悟を引き取った祖父もすぐに他界し、その後は叔母（父の妹）夫婦に育てられる。幼い頃から叔母やその子ども達から虐げられてきた経験から、周囲に対して壁を作ってしまい、それ故に周囲に対してもどこか他人行儀で接してきた。その後、紆余曲折あって冴木神社に居候することとなったが、まことたちの開いた歓迎会を機に少しずつ周囲にも溶け込めるようになり、まことやユミに対して、ストレートかつ辛辣なツッコミを入れるなど、彼なりのコミュニケーションを取っている様子。幼い頃から剣道を習っており、その腕前は折り紙つき。冴木神社に居候することになったのも、まことの通う高校の剣道部が強豪であったという背景がある。実家の神社は叔母一家に譲っても良いと考えているものの、ハルの処遇のこともあり弁護士の勉強をしたいらしいが、叔母からは財産の権利を主張され彼に全部取り上げられると警戒されており、三者面談の際に学ぶと宣言した時に学費などをもう支払わないとまで恫喝されてしまっているが、本人は意に介していない。その後、従兄弟に将来のことを迫られて自身と神社の将来について叔母と話し合うことになり、亡父・悟明へのコンプレックスと伝統ある神社の跡継ぎと言うプレッシャーから互いに誤解していたことが判明し、叔母と和解した。修学旅行を機に、まことを異性として意識し始めた様子。
ハル
声 - 藤村歩
悟と共に冴木神社に居候している狐の神使。一見すると男の子のようだが、実際は女の子。年齢は80歳前後だが、神使としてはまだ子供（仔狐のときに死んだことが原因かもしれないが）。元は子別れ中に自動車に撥ねられた仔狐で、悟の曽祖父（声 - 中島ヨシキ）に供養され神使となった。そのため悟の実家の神尾神社を依代とするが、周囲に心を閉ざす悟を案じてついてきた。子供らしく生意気な性格で、まことや銀太郎に対しても「バカ女」や「デブサイク」などの暴言を吐く一方、悟に対しては過保護で甘える様子も見せ、女性（特に悟と同世代の）が悟に好意的な態度を見せると機嫌が悪くなるなど、悟に「入れあげすぎ」ている。また、銀太郎に対しては辛辣な態度を取るものの、悟がいないときはそばにいて過ごしたり、遠くに出かけるときは銀太郎に肩車をしてもらうなど、それなりに仲はいい模様。好物はクリームパン。天気を占うことができる。
冴木 由子（さえき ゆうこ）
まことの母で故人。冴木神社の十四代目で、銀太郎によると「ちょっと夢見がちなフツーの女」。しかし神眼を持たない頃から目には見えない神や神使の存在を心底信じており、特に高見からはいわゆる「脳内お花畑の不思議ちゃん」と思われていた。達夫や高見と同い年だったが、病気がちであまり学校へは通えていなかったらしい。まことが生まれた頃には神眼を発現しており、先行き短い自分に代わってまことを見守るよう、銀太郎に頼んでいた。
高2のとき、冴木神社へ配達の手伝いで訪れた達夫と高見と出会い、達夫に一目惚れされる。配達の手伝いでたびたび訪れる達夫たちと親しくなり、達夫に徐々に惹かれて行った様子。冴木神社を継ぐため神主の資格が欲しかったものの、体が弱いことから大学進学を諦めており、達夫が神主の道を選ぶキッカケとなった。
冴木 武光（さえき たけみつ）
まことの母方の祖父で故人。冴木神社の十三代目で、厳格だが思慮深く思いやりのある人物だった様子。当初は一人娘の由子と達夫の結婚に反対していたが、老舗酒蔵の跡取り息子を奪う申し訳なさから来たもので、達夫の人柄や由子との仲は認めていた。孫の誕生を控え、男でも女でも誠実さや真剣さや正直さを持ってほしいとの思いから「まこと」と名付けたが、ある日突然倒れ、そのまま孫の誕生を待たずに亡くなった。そのため、まことは祖父についてよく知らない様子。

### まことの友人・高校関係者
池上 ユミ（いけがみ ユミ）
声 - 川名真知子 / 赤﨑千夏
まことのクラスメイト。まことの占いの失敗（実際はユミ本人が最後まで話を聞かなかったことに起因するが）によって付き合っている彼氏との仲が一時険悪になるなどして、当初はまことに対して辛辣な態度を取っていた。後にある事件がきっかけで和解し親友となる。おしゃべり好きで気が強く、噂話とイケメンが大好きな今時の女の子。一方で、公園に集まる野良猫にエサを買って与えるなど、動物好きで心優しい一面も。思ったことをすぐ口に出してしまうなど、ややトゲのある性格だが、周囲に馴染めない悟のために歓迎会を率先して計画するなど、人に対する（彼女なりの）思いやりも持ち合わせているようで、まことによると「誤解されやすい性格」。身長はまことより高く日輪子より低い。高校卒業後はペットトリマーの専門学校に進学予定。
船橋 日輪子（ふなばし ひわこ）
声 - 庄司宇芽香 / 小清水亜美
まことのクラスメイト。父（声 - 樫井笙人）が議員、母（声 - 高梨愛）が江戸時代から続く茶道の家元と言う名門のお嬢様で、生徒会にも所属している。真面目で融通の効かない性格で、初登場時は些細な事からユミと対立し、彼女と仲の良いクラスメートから嫌がらせを受ける。しかし、本心では周囲からの期待をプレッシャーに感じており、ある出来事が原因でそれを爆発させる。それ以降はまことやユミとよくつるむようになり、表向きは「勉強会」としてまことの家に泊まりに行ったり、学校の授業を抜け出して神社の行事に向かうなど、以前より融通を効かせ人当たりも柔らかくなってきている。また、若干ファザコンの気があり、まことの父親である達夫に対して憧れを抱いており、それをユミにからかわれる一幕も。身長はまこと、ユミ、日輪子の三人の中で一番高く悟よりも高い。大学進学を控えて生徒会を辞し、予備校に通っている。
葦原 梢（あしはら こずえ）
声 - 大地葉
まことのクラスメイト。のんびりした性格の老舗旅館の娘。黒髪のショートヘアで左の目尻にホクロがある。痩せの大食いで、将来は調理師か栄養士志望。親しい相手には自分だけのあだ名を勝手に付ける。絹川に気がある様子。
鈴井 咲（すずい さき）
声 - 諏訪彩花
まことのクラスメイト。梢の幼馴染で一緒に行動することが多く、どこか抜けたところのある梢をフォローするしっかり者。将来は保育士志望。
小杉 七海（こすぎ ななみ）
声 - 吉野裕行
2年生。剣道部所属。単純で妄想が激しく惚れっぽい。巫女姿のまことを見て一目惚れするが、気持ちは伝えられていない。しかしまこと本人を除く周囲の者には気づかれている。当初は部活を休みがちな悟と対立していたが、まことを通じて次第に親しく(?)なる。またユミとは中学時代からの知り合い。大の甘党。女性のような名前を気に入っていない。
絹川 泰介（きぬがわ たいすけ）
声 - 小野友樹
3年生。剣道部主将。いつもニコニコしている、おおらかでマイペースな性格。家が豆腐屋を営んでおり、店の名でもある「きぬちゃん」のあだ名で慕われている。神職のため剣道部を辞めようとする悟に両立するよう助言した。生徒会長の桐島とは幼馴染。高校卒業後は実家の豆腐屋を手伝っている。
桐島 清志郎（きりしま せいしろう）
声 - 杉田智和
3年生。生徒会長。イギリス人の祖母をもつクォーターで帰国子女。両親は貿易関係の会社を経営している。大人や女性には愛想がいいものの、幼馴染の絹川を始め男性に対しては尖った性格。外国人にも見えるイケメンだが、絹川曰く「頭はいいけどバカ」。日輪子にアタックし続けているものの、全く相手にされていない（本人は自覚していない様子）。小学生の頃のトラウマで、神社が苦手。

### その他の人物
天本 将平（あまもと しょうへい）
声 - 関智一
ユミの彼氏。まこと達とは別の高校（仏教系）に通う高校2年生で、天吹寺の跡取り。ユミや3人の姉から不遇な扱いを受けている。高3の夏にユミにプロポーズし、承諾された。
吉住 真一（よしずみ しんいち）
声 - 坂熊孝彦 / 野島裕史
日輪子の父の秘書。27歳。日輪子の学校送迎も任されており、日輪子の知人には「運転手」と思われることが多い。大人びてきた日輪子に惹かれているが、立場上抑えている。
高見 義友（たかみ よしとも）
声 - 平田広明
達夫の同い年の幼馴染で元神主。43歳。現在は居酒屋の店主だが、冴木神社の祭事では宮司の達夫を神主として補佐する。バツイチで子供がおらず、まことを娘同然にかわいがっている。要領が良く万事に優秀で、ルックスも良いため女性にもて、本人も女性にもてるための努力は欠かさないが、身辺はだらしない。軽薄なようで本心を隠している部分があり、現在でも亡き由子に想いを寄せている節がある。神眼は持たないが、神使の存在やまことと悟が「視える」ことは知っている。しかし達夫とは異なり、神や神使の存在を心底信じきれず「神主に向いていなかった」と自嘲する。わざと神使をまことに会わせようと仕向けたりとやや斜に構えた行動を取ることも。
厳格で他人を見下す父親への反発から少年期から斜に構えた性格をしており、大学進学を機に現在でも父親とは疎遠である。大学卒業後は会社員だったが、由子が亡くなって1年ほど後には結婚したばかりの妻と破局し、会社も辞めて冴木神社に転がり込んだ。そこで由子を亡くし追い詰められていた達夫の惨状を目の当たりにし、彼を立ち直らせる契機となった。その後、達夫や由子を追うべく神主の資格を取り幸多神宮に奉職するものの、そこに「自分がなかった」ことに気づいて神職を辞す。
豊倉 江津子（とよくら えつこ）
声 - 田中敦子
まことの伯母で達夫の実姉。49歳。まことや達夫の良き理解者で、さばさばした性格のしっかり者。冴木神社の祭事を毎回手伝いに来ている。跡取りの達夫が冴木神社へ婿養子に入ったため、実家の豊倉酒造を継ぎ、現在は社長夫人。その立場柄、地元の各方面には顔が広い。美大に通う娘（まことの従姉）がいる。
久龍 照正（くりゅう てるまさ）
義友が以前奉職していた幸多神宮の宮司。67歳。神眼持ちであるが、神使が見えるようになったのは7年前から。義友が神主を辞めた後も気にかけており、たまに連絡を取り合っている。また、まことの亡き祖父である武光の後輩にあたり、達夫とも知り合いである。
紬 十子（つむぎ とおこ）
元編集者の新人小説家。28歳。明るく社交的で、誰もが目を見張るような美女。孤児ながら神眼を持ち、かつては自殺を考えるほど追い詰められていたが、偶然出会ったはぐれ神使の鉄郎に救われて以来、彼の面倒を見ている。

### 天吹寺の関係者
天本将造
声 - 高岡瓶々
将平の父。
天本芳実
声 - 定岡小百合
将平の母。
芹香、藤野
声 - 橋本結（芹香）、大久保瑠美（藤野）
将平の姉たち。
木崎、ヒロポン、ヤッサン
声 - 倉富亮（木崎）、武田幸史（ヒロポン）、田尻浩章（ヤッサン）
天吹寺の若き修行僧たち。

### 絹川豆腐店関係者
泰介の両親
声 - 白川りさ（母）、不明（父）
泰介の兄弟
声 - 日野まり、大地葉、他

### 悟の家族
神尾 清悟
声 - 中島ヨシキ
悟の曽祖父で故人。自動車に轢かれた仔狐（＝ハル）を助けようとするも叶わず、その遺体を供養した。悟には清悟の面影があるらしい。
神尾 藤悟
声 - 真田五郎
悟の祖父で故人。神尾神社の先代の宮司（正確な代数は不明だが、生まれたばかりの悟を七十七代と紹介しており、七十五代と推測される）で、神眼を持っていた。3歳で両親を亡くした悟を引き取ったものの、わずか2年後、悟が5歳のときに亡くなった。直後に悟は神眼を得、ハルと出会う。
神尾 悟明、泉
悟の父母で故人。悟が3歳のとき、家族で出かけた際の自動車事故で亡くなった。同乗していた悟は奇跡的に助かった。
宮内 紗也加
声 - 津川祝子
悟の叔母（父の妹）。両親を亡くした悟を引き取った育ての親に当たる。ただしその主な目的は悟が受け継ぐはずの神社や土地などから得られる膨大な遺産目当てらしく、他人が見てない所では母子揃って悟に対して扱いが邪険だったらしい。が、悟がハルの行き場を探す為に法律を学ぶと宣言したことで今までの安楽な暮らしが出来なくなることに対する危機感を抱き、三者面談時に悟にもう学費等を払わないとまで恫喝。その場に居合わせた達夫（に憑依した銀太郎）に釘を刺されるも最後まで反省の色は見せていなかった。
その後、高校卒業を控えながら将来を決めていない息子に「神主になれば」と言ったことが切っ掛けで、神尾神社の、ひいては悟の将来について悟と話し合うことになり、悟の父で兄・悟明へのコンプレックスから互いに誤解していたと判明、悟と和解した。
なお悟は、自身に万一のことがあれば、彼女が神眼を継ぐだろうと予想している。
宮内 征樹
声 - こねり翔
悟の義叔父、紗也加の夫。神尾神社の現在の宮司。妻とは異なり控えめな性格で、悟のことを何かと気にかけている。神尾神社についても「義父さん（＝悟の祖父）から預かっているだけ」と言っており、いずれ悟に跡を継がせるつもりらしい。しかしハルには嫌われている。
宮内 蓮、魁
悟のいとこ。双子で蓮が姉、魁が弟。年齢は明示されていないが、悟と同学年らしき描写がある。母の影響か、普段から悟を邪険に扱っており、母と共に悟が周囲に心を閉ざす原因となった。魁は神主になる気も神社を継ぐ気もないが、蓮は小遣い目当てに巫女の仕事を手伝っている。なお蓮はまこと曰く「話してみたら割といい子」で、悟を嫌ってはおらず、元々キツい性格から当たりが強く、悟が心を閉ざしていたこともあって悟に嫌われただけの様子。悟に付き添って神尾神社を訪れたまことに対し、悟との関係を勘繰っていた。

### 冴木神社の参拝者
瀬戸祥奈（さちな）、福田朱輝（あき）
声 - 斉藤佑圭（瀬戸）、庄司宇芽香（福田） / 森千晃（瀬戸）、日野まり（福田）
近所に住む女子小学生。
池田侑也
声 - 河合紗希子
近所に住む男子小学生で、池田のおばあちゃんの孫。瀬戸と福田とは同級生らしく、友達（声 - 冨田泰代、合田絵利 ）とつるんで2人をからかっている悪ガキ。
池田のおばあちゃん
声 - 陰山真寿美 / えもりえりこ
近所に住む老婆で、侑也の祖母。冴木神社へ毎朝参拝に来ている。
総代さん
声 - 西村太佑
冴木神社の氏子の総代。冴木神社の祭りの際には氏子たちを集め準備の指揮を執る。
大川重人
声 - 山本兼平
時代劇俳優。30年続く時代劇シリーズ「仕置人 村上斬蔵」が代表作。30年前の端役時代に撮影で神東市を訪れ、偶然から冴木神社を参拝し由子や武光と交流を持つ。

### 神使・霊獣
金次郎（きんじろう）
声 - 井上和彦
かつて冴木神社にいた狐の神使。銀太郎の元相方で、金色がかった毛並みと鼻筋の模様が特徴。生きていれば300歳ほど。真面目で大人しく無口で、銀太郎によると細かいことに悩みすぎる性格。悩んだ末、100年ほど前に冴木神社を出ていき、現在は行方不明（消えれば冴木神社に新たな神使が来るはずなので、現在でも生きている可能性はある）。元は普通の野生の狐の家族の長であったが狩りの練習をしていた人間に討たれ、後に供養され神使になった。作中では最後まで姿を見せなかったが、銀太郎は冴木神社の近くで彼の気配を感じた瞬間があり、現在も生きていることが示唆されている。
乙松
声 - 佐々木敏
悟の実家である神尾神社に住むもう一柱の神使。小柄な老狐で、尻尾が4本ある。
才丸（さいまる）、歌丸（うたまる）
声 - 楠見尚己（才丸）、上田燿司（歌丸）
松梅大社を守る狛犬と獅子。口を開け（阿形）角がある方が狛犬の才丸で約1500歳、口を閉じ（吽形）目元が見える方が獅子の歌丸で約1400歳（通常は獅子が阿形で狛犬が吽形だが、この二柱は逆である）。「魔除けの霊獣」であり、神使とは性質が異なる。2人とも1週間ぐらいは平気でボーっとしている。
カメ
声 - 山本兼平
隣町の池の祠に住んでいた亀の神使。約300歳。道路開発で住んでいた祠を取り壊され、新たな住処を求め彷徨っていたが、神域から長時間離れ力尽きていた所をまことに保護される。それまで銀太郎以外の神使を見たことがなかったまことは、普通の亀と間違えていた。亀らしく口調も性格ものんびりしているが、先の事情からネガティブ思考。亀は松尾大社の神使であるため、松梅大社の摂社に住むことになる。
風（ふう）、吹（ふく）
声 - 福沙奈恵（風）、小岩井ことり（吹）
天吹寺内の神社に住んでいる猿の神使。風は男の子、吹は女の子で約60歳。寺に来る人間を楽しませようと、風（かぜ）を使ってはいたずらを繰り返していた。まこと達に見つかり、やめるように説得され反省していたが、本人たちはやめる気がない。
じっちゃん
声 - 菅生隆之
風、吹の前任の天吹寺内の神社の老猿の神使。右目に傷がある。
珠千代（たまちよ）
まこと達が生徒会長の別荘へ遊びに行った際、出会った兎の神使。約30歳。男の子。本来は町にある住吉神社の神使で、別宮へ移った波真に会いに行こうとしたが、まだ幼いため迷子になっていたところをまことに拾われた。悟の協力もあり、無事波真に会うことができた。
波真（はま）
約150歳。真面目で口うるさい兎の神使。男の子。海神が祀ってある住吉神社の別宮に1人で住んでいる。
深月（みつき）
約700歳。派手好きな兎の神使。女性。勘が鋭い。珠千代とともに住吉神社の本社に住んでいる。珠千代を迎えに別宮に来ていた。そろそろ引退を考えている節もあるがまだまだ現役。
那智（なち）
約250歳。おしゃべり好きな八咫烏。故郷・熊野を出て、全国の熊野神社を旅しているらしい。
軍司（ぐんじ）
約900歳。幸多神宮を護っている鶏の神使。亘里とともに奥社に住んでいる。威厳を感じる面持ちだが、まことから自分の姿で気絶したと聞いて落ち込むなど、感情はそれなりに見られる様子。神宮内から一度も出たことが無く若干世情に疎い。
亘里（わたり）
約450歳。思い込みの激しい鶏の神使。軍司とともに幸多神宮の奥社に住んでおり、やはり神宮内から一度も出たことが無い。烏帽子を被り、弓矢を携えている。軍司と違い表情が豊か。感情の赴くまま行動することが多々あり、その都度軍司に窘められている。
鉄郎（てつろう）
狼の神使で、特定の神社に住まず十子と共に各地の神社を巡っている“はぐれ神使”。神使になって15年とまだ若く、十子を強く慕っており、人間に対する理解はまだ浅い。銀太郎をアニキと呼び慕う。その後、十子と共に訪れた三峯神社で狼の神使である紫奥（しぐま）と鋼剣（こうけん）に預けられたが、十子の許に帰ろうと脱走を試みては連れ戻されている様子。
大門（だいもん）、梅麿（うめまろ）
太宰府天満宮を依代とする牛の神使。白牛が大門で約550歳、黒牛が梅麿で約500歳。二柱とも人懐っこく参拝者で溢れる境内にもよく出てきており、銀太郎にも劣らない大柄な体格のため参拝者から頭一つ抜きんでており、神眼持ちが見ると非常に目立つ。

## 用語
神使
神社の祭神に仕える霊的存在で、お使いともいう。動物そのもの、あるいは直立二足歩行可能な動物と言った姿をしており、基本的には神社仏閣内に仮住まいして人間の祈りや願いなどを神へ送り届けたりする仲介役を引き受けている。人間よりも上位にある霊格を持つらしいが、基本的には死した動物霊が転生した存在であり、大概は陰陽のバランスの関係上対となるらしい。例外もあり、銀太郎は金次郎が出て行ってからは一柱で神社にいる（普通はどちらか一方が出て行ったり消えたりすると自然に補完される）。神使となる動物は祭神によって決まっている（稲荷大神は狐、住吉三神は兎など）。守り神などとは異なるので、お参りに来た人々の心の声を聞いたり占うことは出来たりはする（神使によって能力は異なる）が、それ以上のことは出来ない。
神域（である神社仏閣）から神力を補充して存在を維持しており、いるべき神社等から長時間離れていると衰弱し、終いには消滅してしまうらしい。ただし祭神が同一であれば、他の神社や祠など（系列社）へ移り住むことも可能。また異なる祭神の神社にも滞在できるが、神力の補充が十分には行なえない。特に決まった寿命は持たないらしいが、自ら潮時と判断したりすると役目を終え消えていくという。
大昔は誰でも視たり触ったり出来たらしいが、現在は“神眼”を持つ者や霊格の高い人などにしかその存在を確認出来なくなりつつある。また、動物からは存在を認識されているほか、神眼を持たない者でも（特に子供には）一時的に視えることがある様子。
神眼
霊的存在を視たり聞いたりすることが出来る能力。霊に触れる能力とはまた別（まことらはそこにいるということを理解しそこにいるという前提で行動しているので神使などに触れられるが、霊的存在が視えない者からは挙動不審に思われることもある）。昔は誰でも霊的存在に視たり触ったり出来ていたらしいが、現在では限られた人々にしか発現しなくなっている。基本的には遺伝によって能力が受け継がれていくらしいが、発現の条件や時期、視たり感じたり出来る能力の差は人によって異なる（能力が低いとそこにいることくらいしか分からない）。
作中では「神社の正当な跡取り」に発現することが明記されているほか、作中の描写から「ひとつの家系で同時に発現するのは一人のみ（当代の神眼持ちが亡くなった後、次代に発現する）」「年齢・性別は問わない」ことなどが分かる。その性質上、神眼持ちは神眼を受け継いできた家系の直系尊属を亡くしているということでもある。

### 地名など
神東（しんとう）市
物語の舞台になっている街。関東地方にある小さな城下町で、現在でも神東城や古戦場が残っており、他にも時代劇の撮影所などがある、ちょっとした観光地。
冴木稲荷神社
神東市郊外の小高い山の中腹にある稲荷神社。銀太郎（と、100年ほど前に出て行った金次郎）の依代。冴木家が代々宮司を務めており、まことが十五代目。元々は豊穣神である稲荷神の祭られた小さな祠だったが、江戸時代初期に藩主の指示で神社として創建されたのが由緒とされる。
モデルは久富稲荷神社と王子稲荷神社。
松梅（しょうばい）大社
神東市の市街地にある大きな神社。1000年以上前に創建された歴史ある神社であり、毎年ゴールデンウィークの時期には例大祭が執り行われている。
神尾神社
悟の実家の稲荷神社。ハルと四尾の老狐・乙松の依代。創建から1200年ほど経つ古い神社で、神尾家が代々宮司を務めており、悟が七十七代目だが、現在は悟の叔母夫婦が執り仕切っている。
モデルは根津神社。
天吹寺（てんぷくじ）
神東市内にある寺院で、将平の実家。宗派は不明だが、神仏習合の名残で境内に小さな日吉神社がある（厳密には神社の敷地を寺が間借りしている）ため、天台宗系と推測される。猿の神使・風と吹は、この日吉神社を依代としている。
豊倉酒造
達夫の実家で、地元の銘酒として広く知られている大手の造り酒屋。
幸多（さだ）神宮
神東市から車で1時間半ほどの郊外にある、かつて高見が奉職していた神社。「神宮」の社号の通り主祭神は天照大神で、テレビでCMを流したり神東市から初詣客が訪れたりするほどの規模らしい。鶏の神使・軍司と亘里の依代。

## 書誌情報

### 漫画
- 落合さより 『ぎんぎつね』 集英社〈ヤングジャンプ・コミックス・ウルトラ〉、全18巻
  1. 2009年9月23日第1刷発行（9月18日発売[集 1]）、ISBN 978-4-08-877731-3
  2. 2010年3月24日第1刷発行（3月19日発売[集 2]）、ISBN 978-4-08-877833-4
  3. 2010年8月24日第1刷発行（8月19日発売[集 3]）、ISBN 978-4-08-879021-3
  4. 2011年1月24日第1刷発行（1月19日発売[集 4]）、ISBN 978-4-08-879098-5
  5. 2011年7月24日第1刷発行（7月19日発売[集 5]）、ISBN 978-4-08-879181-4
  6. 2011年12月24日第1刷発行（12月19日発売[集 6]）、ISBN 978-4-08-879248-4
  7. 2012年6月24日第1刷発行（6月19日発売[集 7]）、ISBN 978-4-08-879359-7
  8. 2013年1月23日第1刷発行（1月18日発売[集 8]）、ISBN 978-4-08-879504-1
  9. 2013年9月24日第1刷発行（9月19日発売[集 9]）、ISBN 978-4-08-879653-6
  10. 2013年10月23日第1刷発行（10月18日発売[集 10]）、ISBN 978-4-08-879670-3
  11. 2014年11月24日第1刷発行（11月19日発売[集 11]）、ISBN 978-4-08-879787-8
  12. 2015年6月24日第1刷発行（6月19日発売[集 12]）、ISBN 978-4-08-890212-8
  13. 2017年1月24日第1刷発行（1月19日発売[集 13]）、ISBN 978-4-08-890583-9
  14. 2020年4月22日第1刷発行（4月17日発売[集 14]）、ISBN 978-4-08-891538-8
  15. 2020年11月24日第1刷発行（11月19日発売[集 15]）、ISBN 978-4-08-891729-0
  16. 2021年10月24日第1刷発行（10月19日発売[集 16]）、ISBN 978-4-08-892113-6
  17. 2022年9月21日第1刷発行（9月16日発売[集 17]）、ISBN 978-4-08-892447-2
  18. 2022年10月24日第1刷発行（10月19日発売[集 18]）、ISBN 978-4-08-892478-6

### ノベライズ
ジャンプ ジェイ ブックスより発売されている。著者は七緒で、原作・イラストは落合さより。
- 『ぎんぎつね 春夏秋冬』2013年11月19日発売[集 19]、ISBN 978-4-08-703304-5

## ヴォイスコミック
集英社のヴォイスコミック「VOMIC」として、2010年2月からVOMIC公式サイトで配信された。全4回。声優はテレビアニメ版と異なる。テレビアニメの放映開始に伴い配信終了。

## テレビアニメ
2013年4月にテレビアニメ化が発表され、同年10月から12月までテレビ東京、AT-Xほかにて放送された。

### スタッフ
- 原作 - 落合さより（集英社「ウルトラジャンプ」連載中 ヤングジャンプ・コミックス・ウルトラ刊）
- 監督 - 三沢伸
- シリーズ構成 - 山口宏
- キャラクターデザイン - 松本麻友子
- 神使デザイン - 井出直美
- カラーコーディネイト - 小島真喜子
- 美術監督 - 武藤正敏
- 撮影監督 - 伊藤康行
- 編集 - 小島俊彦
- 音楽 - 加藤達也
- 音響監督 - 岩浪美和
- 音楽製作 - ランティス
- 音楽プロデューサー - 伊藤善之
- プロデューサー - 石黒達也、岩下由希恵、渡邊愛美、田中利明、森亮介
- アニメーションプロデューサー - 小原充、せきやまあきひろ
- アニメーション制作 - diomedéa
- 製作 - ぎんぎつね製作委員会

### 主題歌
「tiny lamp」
fhánaによるオープニングテーマ。作詞は林英樹、作曲は佐藤純一、編曲はfhána。
「月光STORY」
SCREEN modeによるエンディングテーマ。作詞はSCREEN mode、作曲・編曲は太田雅友。

### 各話リスト
| 話数   | サブタイトル     | 脚本       | 絵コンテ | 演出     | 作画監督                       | 総作画監督 | 放送日         |
| ------ | ---------------- | ---------- | -------- | -------- | ------------------------------ | ---------- | -------------- |
| 第1話  | 十五代目と銀太郎 | 山口宏     | 三沢伸   | 小原充   | 石川雅一 井出直美              | 松本麻友子 | 2013年 10月6日 |
| 第2話  | 譲り合うように   | 金杉弘子   | 稲垣隆行 | 森脇真琴 | 藤澤俊幸                       | 小泉初栄   | 10月13日       |
| 第3話  | 神様のいる所     | 山口宏     | 小平麻紀 | 池端隆史 | 大西秀明 嵩本樹                | 松本麻友子 | 10月20日       |
| 第4話  | 悟とハル         | 雨宮ひとみ | 川崎逸朗 | 川崎逸朗 | 伊勢奈央子                     | 小泉初栄   | 10月27日       |
| 第5話  | あたたかい季節   | 雨宮ひとみ | 湖山禎崇 | 安藤健   | 上野卓志 岡本達明              | 松本麻友子 | 11月3日        |
| 第6話  | どんな顔してる?  | 山口宏     | 高林久弥 | 高林久弥 | 西田美弥子 國行由里江          | 小泉初栄   | 11月10日       |
| 第7話  | 神社とお寺       | 金杉弘子   | 三沢伸   | 本多美乃 | 佐藤麻里那 徳田夢之介 大西陽一 | 松本麻友子 | 11月17日       |
| 第8話  | 人間って変       | 金杉弘子   | 竹内浩志 | 高村雄太 | 洪範錫 Jang Min-ho             | 小泉初栄   | 11月24日       |
| 第9話  | ごめんなさい     | 雨宮ひとみ | 筑紫大介 | 筑紫大介 | 嵩本樹 大西秀明                | 松本麻友子 | 12月1日        |
| 第10話 | いーじゃん別に   | 雨宮ひとみ | 川崎逸朗 | 川崎逸朗 | 伊勢奈央子                     | 小泉初栄   | 12月8日        |
| 第11話 | まことの未来     | 雨宮ひとみ | 湖山禎崇 | 安藤健   | 岡本達明 上野卓志              | 松本麻友子 | 12月15日       |
| 第12話 | 夏越の祓         | 山口宏     | 三沢伸   | 三沢伸   | 松本麻友子                     | -          | 12月22日       |

### 放送局
| 放送地域   | 放送局             | 放送期間                      | 放送日時           | 放送系列                                | 備考                                |
| ---------- | ------------------ | ----------------------------- | ------------------ | --------------------------------------- | ----------------------------------- |
| 関東広域圏 | テレビ東京         | 2013年10月6日 - 12月22日      | 日曜 25:05 - 25:35 | テレビ東京系列                          |                                     |
| 大阪府     | テレビ大阪         | 2013年10月7日 - 12月23日      | 月曜 25:15 - 25:45 | テレビ東京系列                          | 最終回のみ 25:45 - 26:15            |
| 愛知県     | テレビ愛知         | 2013年10月7日 - 12月23日      | 月曜 27:05 - 27:35 | テレビ東京系列                          | 最終回のみ 27:35 - 28:05            |
| 日本全域   | AT-X               | 2013年10月8日 - 12月24日      | 火曜 23:00 - 23:30 | CS放送                                  | リピート放送あり                    |
| 日本全域   | ニコニコ生放送     | 2013年10月9日 - 12月25日      | 水曜 23:30 - 24:00 | ネット配信                              |                                     |
| 日本全域   | ニコニコチャンネル | 2013年10月9日 - 12月25日      | 水曜 24:00 更新    | ネット配信                              |                                     |
| 韓国全域   | ANIPLUS            | 2013年10月9日 - 12月25日      | 水曜 24:30 - 25:00 | CS放送 IP放送 ケーブルテレビ ネット配信 | 15歳以上視聴可で放送 韓国語字幕あり |
| 日本全域   | バンダイチャンネル | 2013年10月23日 - 2014年1月8日 | 水曜 12:00 更新    | ネット配信                              |                                     |
| 熊本県     | 熊本放送           | 2013年11月3日 - 2014年2月2日  | 日曜 25:50 - 26:20 | TBS系列                                 |                                     |

| テレビ東京 月曜 1:05 - 1:25（日曜深夜） | テレビ東京 月曜 1:05 - 1:25（日曜深夜） | テレビ東京 月曜 1:05 - 1:25（日曜深夜） |
| 前番組                                  | 番組名                                  | 次番組                                  |
| --------------------------------------- | --------------------------------------- | --------------------------------------- |
| 魔界王子 devils and realist             | ぎんぎつね                              | ノブナガ・ザ・フール                    |

### Blu-ray / DVD
| 巻 | 発売日         | 収録話          | 規格品番   | 規格品番   |
| 巻 | 発売日         | 収録話          | BD         | DVD        |
| -- | -------------- | --------------- | ---------- | ---------- |
| 1  | 2013年12月25日 | 第1話 - 第2話   | PCXG-50301 | PCBG-51621 |
| 2  | 2014年1月22日  | 第3話 - 第4話   | PCXG-50302 | PCBG-51622 |
| 3  | 2014年2月19日  | 第5話 - 第6話   | PCXG-50303 | PCBG-51623 |
| 4  | 2014年3月19日  | 第7話 - 第8話   | PCXG-50304 | PCBG-51624 |
| 5  | 2014年4月16日  | 第9話 - 第10話  | PCXG-50305 | PCBG-51625 |
| 6  | 2014年5月21日  | 第11話 - 第12話 | PCXG-50306 | PCBG-51626 |

## Webラジオ
『TVアニメぎんぎつね 銀とハルの稲荷通信』
アニメイトTVにて2013年10月4日から12月27日まで配信されていたWebラジオ番組。月2回金曜配信。
パーソナリティ
- 三木眞一郎（銀太郎 役）、藤村歩（ハル 役）

ゲスト
- 第2回（2013年10月18日） - 金元寿子（冴木まこと 役）
- 第4回（2013年11月15日） - 赤﨑千夏（池上ユミ 役）
- 第5回（2013年11月29日） - 小野賢章（神尾悟 役）